# MIM-23 Hawk
HAWK (angleško Homing all the way Killer) je vojaška kratica, ki označuje Morilec vse do doma; protiletalski raketni sistem zemlja-zrak srednjega dosega. Beseda sama pomeni kragulj.